# Brittain Group

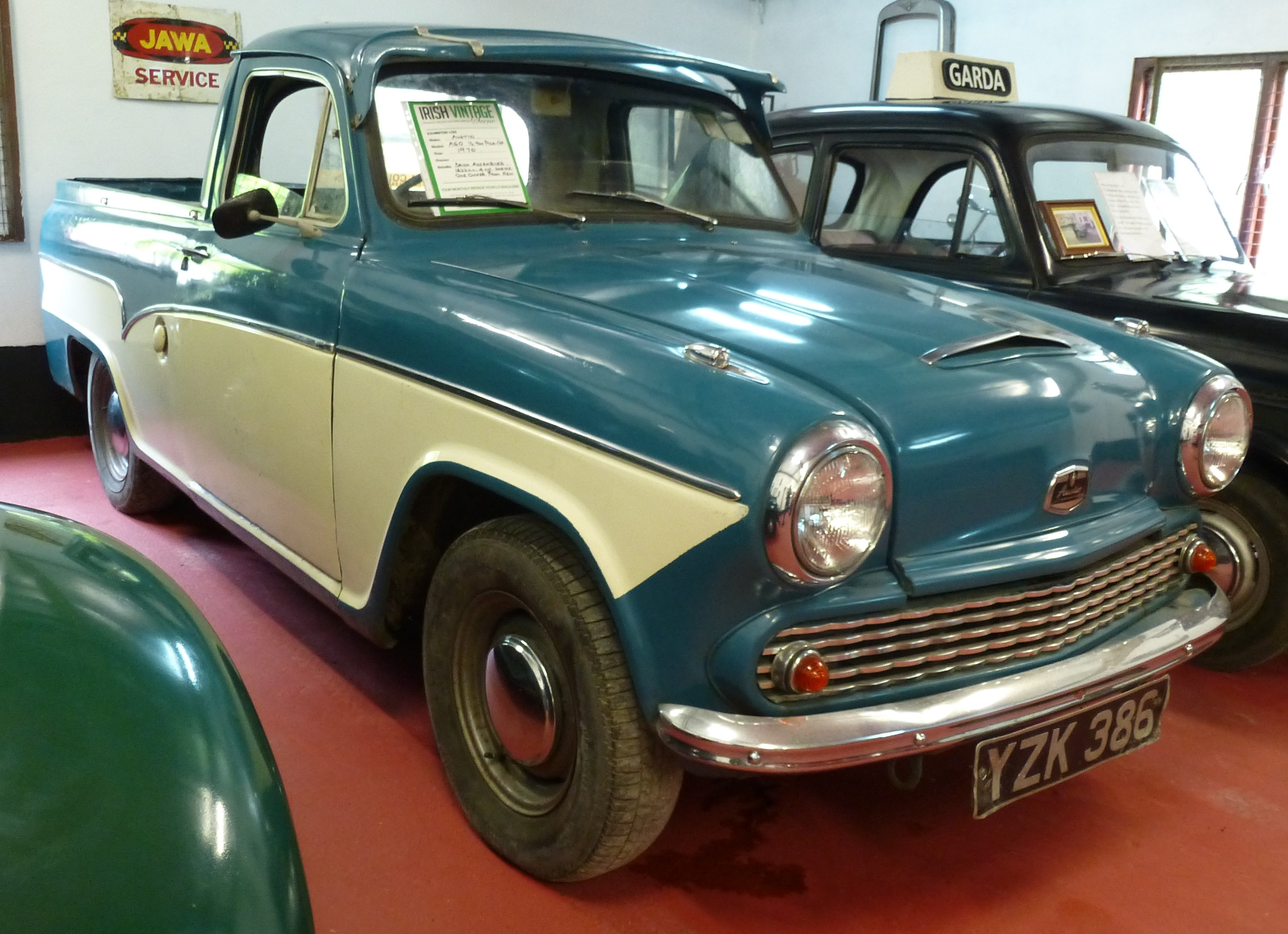
Austin A 55/A 60 von 1970 als Pick-up aus irischer Produktion

Brittain Group war ein Montagewerk für Kraftfahrzeuge und damit Teil der Automobilindustrie in Irland.

## Unternehmensgeschichte
Das Unternehmen entstand 1970, als Brittain Smith and Company aufgeteilt wurde. Der Sitz war in Dublin. Die Montage von Automobilen wurde fortgesetzt. Die Teile kamen zunächst von der Austin Motor Company und der Morris Motor Company, möglicherweise auch von Riley.
1971 wurde Booth Poole & Company übernommen.
1974 kündigte die British Leyland Motor Corporation das Abkommen. Für 1975 sind noch einige Morris, aber keine Austin mehr überliefert. Mehr als 1000 Mitarbeiter mussten entlassen werden. Brittain schloss einen Vertrag mit Nissan und montierte Datsun. Dies waren die ersten Fahrzeuge japanischen Ursprungs, die in Irland montiert wurden. Der zeitliche Ablauf ist etwas unklar. Es ist sowohl 1973 als auch 1975 als Produktionsbeginn angegeben, wobei klar ist, dass Datsun seit 1973 in Irland verkauft wurden. 1977 folgte die Insolvenz.
Nissan Ireland setzte die Datsun-Montage fort.

## Fahrzeuge
Der Morris Minor wurde bis 1971 montiert. Von Riley war es der 4/68, wobei unklar bleibt, ob von den lediglich sieben hergestellten Riley des Jahres 1970 auch nur eines von der Brittain Group montiert wurde.
Der Datsun 1200 der Baureihe B 110 war das erste Datsun-Modell. Die Baureihe B 210 folgte.

## Produktionszahlen
Nachstehend die Zulassungszahlen von Austin-, Morris-, Riley- und Datsun-Fahrzeugen in Irland aus den Jahren, in denen die Brittain Group sie montierte. Die Zahlen des ersten Jahres beinhalten auch die Montagen bei der Vorgängergesellschaft, da eine Splittung innerhalb eines Jahres nicht möglich ist.
| Jahr  | Austin | Morris | Riley | Datsun | Summe  |
| ----- | ------ | ------ | ----- | ------ | ------ |
| 1970  | 4.965  | 6.321  | 7     |        | 11.293 |
| 1971  | 4.713  | 5.269  |       |        | 9.982  |
| 1972  | 4.613  | 4.139  |       |        | 8.752  |
| 1973  | 4.776  | 3.940  |       | 982    | 9.698  |
| 1974  | 3.441  | 3.957  |       | 1.432  | 8.830  |
| 1975  |        | 982    |       | 2.309  | 3.291  |
| 1976  |        |        |       | 2.366  | 2.366  |
| 1977  |        |        |       | 3.405  | 3.405  |
| Summe | 22.508 | 24.608 | 7     | 10.494 | 57.617 |